# Polyommatus amandus
Polyommatus amandus es un lepidóptero ropalócero de la familia Lycaenidae. Schneider, 1792.

## Descripción

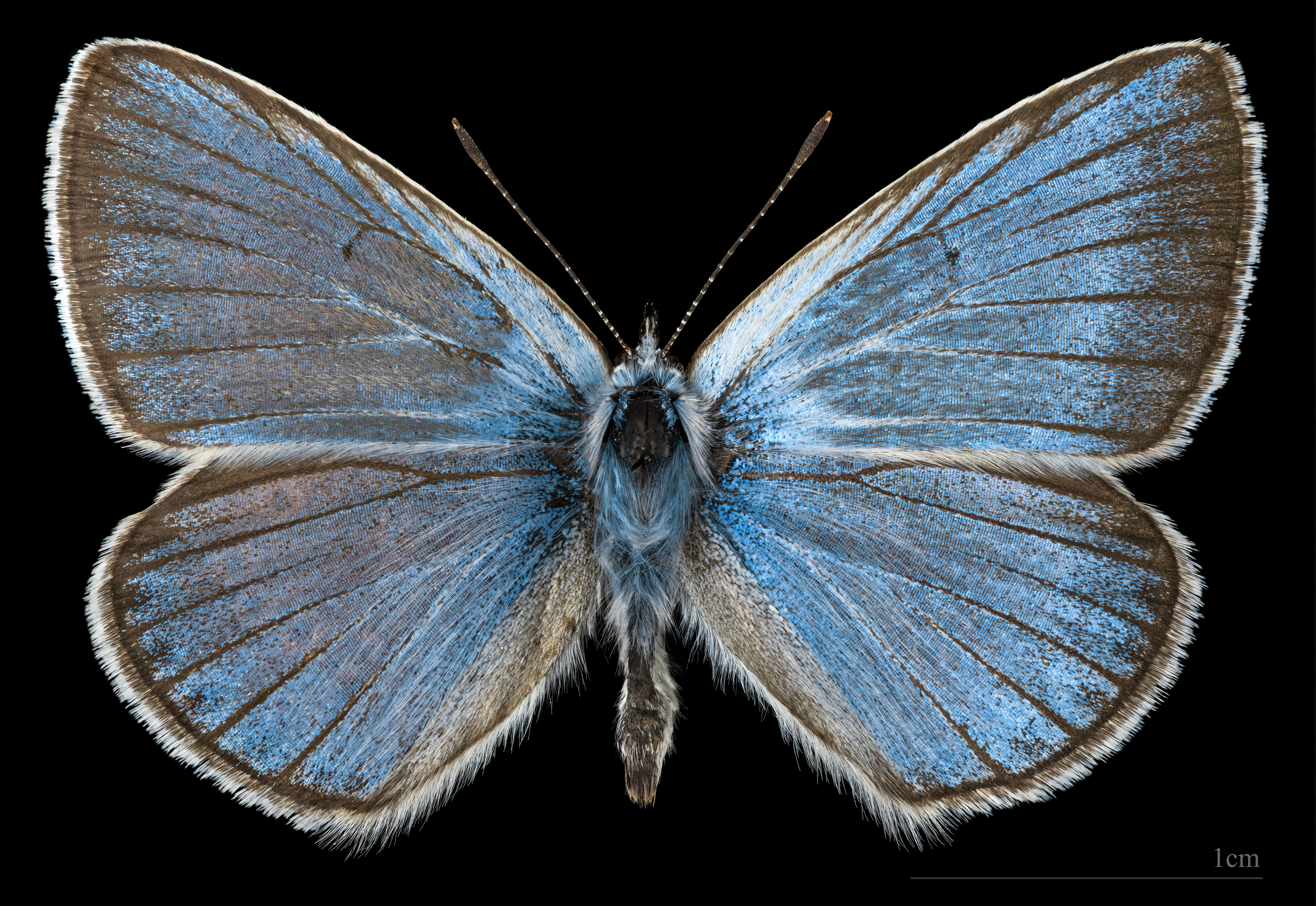
Polyommatus amandus ♂
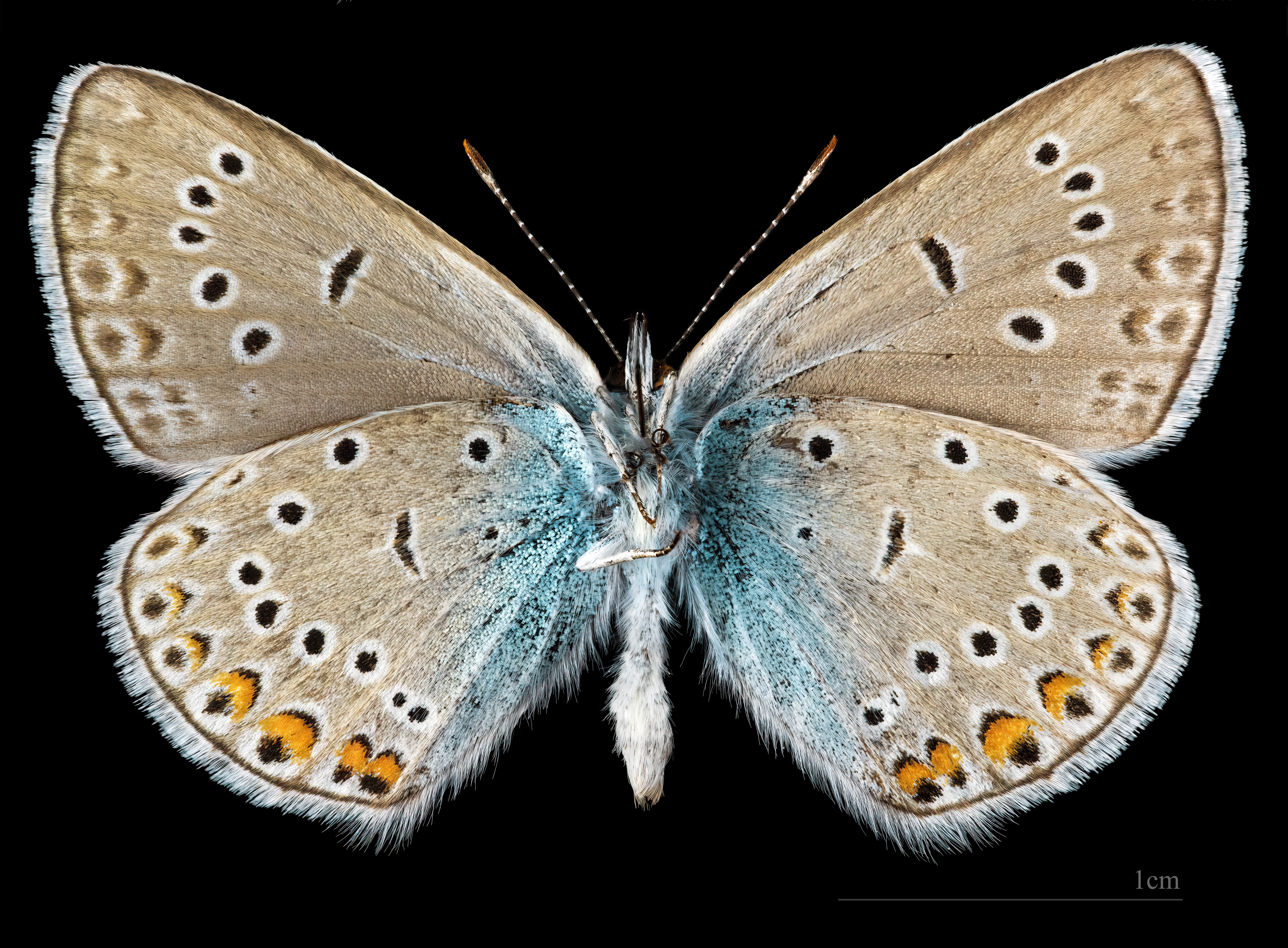
Polyommatus amandus ♂ △

## Distribución
Norte de África, Europa (excepto el noroeste), Turquía, oeste de Asia e Irán. 
En la península ibérica se encuentra en las principales cordilleras.

## Hábitat
Lugares cálidos, herbosos, frecuentemente húmedos y con abundancia de la planta nutricia, asociados con zonas de arbustos, bosques abiertos o barrancos por encima de la línea del bosque. La oruga se alimenta de plantas del género Vicia.

## Periodo de vuelo
Una generación al año entre finales de mayo y julio según la localidad. 
Hiberna como oruga joven.

## Comportamiento
Orugas atendidas por hormigas tales como Myrmica specioides, Formica cinerea, Lasius niger, entre otras.